# Shut Up (And Sleep With Me)
A Shut Up (And Sleep with Me) című dal a német Sin With Sebastian 1995-ben megjelent debütáló kislemeze a Golden Boy című stúdióalbumról. A dal Európa szerte sláger volt, és több országban is első helyezést ért el, úgy mint Ausztria, Finnország és Spanyolország. Top 10-es sláger volt Belgiumban, Németországban, Hollandiában, Svédországban, és Svájcban is.
A dalt 1996-ban és 2008-ban is ismét megjelentették CD és bakelit maxi lemezen.

## Megjelenések
CD Maxi  Európa Sing Sing – 74321 33797-2
1. Shut Up (And Sleep With Me) (George Morel's Video Edit) 3:57 Remix – George Morel, Vocals – Steve
2. Shut Up (And Sleep With Me) (Original Airplay Mix) 3:44
3. Shut Up (And Sleep With Me) (George Morel's Dub Mix) 7:17Remix – George Morel, Vocals – Steve
4. Golden Boy (Airplay Mix) 3:46 Vocals – Carmelina Wright, Steve

12" Remixes  Franciaország Sing Sing – 08-074154-40
- A	Shut Up (And Sleep With Me) (George Morel's Club Mix) 7:17Remix – George Morel
- B1	Shut Up (And Sleep With Me) (Gym Shower Mix) 6:28 Remix – Tommi Eckart
- B2	Shut Up (And Sleep With Me) (Ian Levine Mix) 5:13 Remix – Ian Levine

## Slágerlista
| Slágerlista (1995)                       | Legjobb helyezés |
| ---------------------------------------- | ---------------- |
| Ausztria (Ö3 Austria Top 40)             | 1                |
| Belgium (Ultratop 50 Flanders)           | 2                |
| Belgium (Ultratop 50 Wallonia)           | 6                |
| Canada Dance (RPM)                       | 2                |
| Denmark (IFPI)                           | 5                |
| Finnország (Singlet Top 20)              | 1                |
| Németország (Media Control Charts)       | 4                |
| Italy (FIMI)                             | 13               |
| MTV Europe                               | 3                |
| Hollandia (Top 40)                       | 4                |
| Spain (AFYVE)                            | 1                |
| Svédország (Sverigetopplistan)           | 3                |
| Svájc (Schweizer Hitparade)              | 6                |
| UK Singles (The Official Charts Company) | 44               |
| US Billboard Hot Dance Club Play         | 26               |